# Sportåret 1787

## Händelser

### Boxning

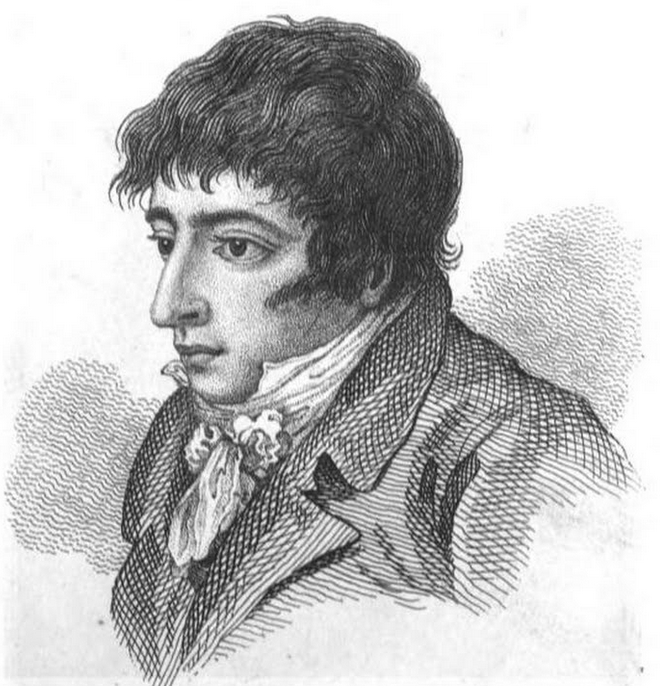
Daniel Mendoza.

- 18 januari – Tom Johnson besegrar William Warr i Oakingham och gör anspråk på den vakanta engelska mästerskapstiteln i tungvikt. Matchen varar i en timme och 20 minuter eller en timme och 40 minuter.[1]

- 17 april – Daniel Mendoza besegrar Sam Martin i Barnet. Matchen varar i 20 eller 31 minuter över 18 ronder.[2]

- 5 juli – Tom Johnson besegrar William Fry i Kingston och försvarar därmed sin engelska mästerskapstitel i tungvikt. Matchen varar i 30 minuter eller mindre. Matchen kan ha ägt rum i juni 1786.[1]

- 9 september – Richard Humphries besegrar Daniel Mendoza i Cock.[2]

- 19 december – Tom Johnson besegrar Michael Ryan i Wradsbury och försvarar därmed sin engelska mästerskapstitel i tungvikt. Matchen varar i 24 eller 30 minuter.[1]

- Okänt datum – Tom Tyne besegrar före detta engelska tungviktsmästaren George Meggs två gånger.[3]

### Cricket
- 21 maj – Första matchen spelas på ursprungliga Lord's Ground i Marylebone.[4]

- Okänt datum – Middlesex CCC vinner County Championship (en inofficiell titel fram till 1890, då de första officiella mästarna koras).

## Bildade föreningar och klubbar
- Okänt datum – Marylebone Cricket Club, engelsk cricketklubb[5]